# Paul Gadenne
Pour les articles homonymes, voir Gadenne.
Paul Gadenne, né à Armentières (Nord) le 4 avril 1907 et mort à Cambo-les-Bains (Pyrénées-Atlantiques) le 1er mai 1956, est un écrivain français.

## Biographie
Chassée d'Armentières par la guerre, la famille Gadenne passe un temps à Boulogne-sur-Mer où le père, Louis, est fondé de pouvoir. Elle s'installe ensuite à Paris, où Paul fait ses études à partir de 1918. Après avoir suivi les classes d'hypokhâgne et khâgne au lycée Louis-le-Grand, où il est notamment condisciple de Thierry Maulnier, Robert Brasillach et Maurice Bardèche, Paul Gadenne obtient à la faculté des lettres de l'université de Paris la licence ès lettres et le diplôme d'études supérieures, consacré à Proust. Agrégé de lettres en 1931, il occupe un premier poste de professeur en 1932 à Elbeuf en Normandie.
La tuberculose le contraint en 1933 à interrompre sa carrière d’enseignant. Il passe alors de longs mois au sanatorium de Praz Coutant situé sur la commune de Passy en Haute-Savoie.
Le 11 juillet 1936, Gadenne prononce son Discours de Gap au lycée de Gap où il était enseignant. Après avoir constaté que « la plupart des hommes ne supportent ni l'immobilité ni l'attente », il y déplore l'incapacité de l'homme moderne à échapper au tourbillon d'activité caractéristique selon lui de la société moderne, et qui ôte à l'homme son aptitude à réfléchir sur soi, à recréer le monde qu'il reçoit et à bâtir sa propre vie de manière spontanée ; il critique aussi le rôle nouveau pris par la foule et par la rue dans la vie de l'homme moderne, son discours se concluant par ces mots : « Car la vie, mes chers amis, cela ne se ramasse pas sur le pavé. »
Son premier roman, Siloé (1941), est en partie autobiographique et traite de ses séjours en sanatorium et de la réflexion qu’ils lui inspirent. Puis il tente de saisir, dans La Rue profonde (1948) et L'Avenue (1949), le mystère de la création artistique à travers un personnage de poète. La rencontre, la séparation et la culpabilité, dans le contexte de la guerre et de la collaboration, sont des thèmes également très importants et récurrents dans son œuvre ; La Plage de Scheveningen (1952) en fournit une parfaite illustration. Ce livre est l’un des plus réussis de Gadenne, avec Les Hauts-Quartiers, œuvre posthume publiée seulement en 1973, et qui a grandement contribué à sa reconnaissance. Ce dernier récit est écrit dans un style proche de Siloé, même s’il en constitue une parfaite antithèse. En effet, si Siloé relate l’éveil d’une conscience à la vie, dans Les Hauts-Quartiers est décrit cette fois un lent acheminement, dans l’enfer de la ville, vers les ténèbres, et une perte de soi à laquelle l’on ne peut échapper que par la médiation de l’écriture, qui permet d’atteindre un au-delà de la littérature qui est la vie même. Gadenne a écrit des nouvelles, désormais rassemblées sous le titre de Scènes dans le château (posthume, 1986), un recueil de Poèmes posthumes, et des réflexions sur l’art d’écrire et le métier de romancier : À propos du roman.
La maladie l'emporte après une longue agonie à l'âge de 49 ans.
Sa réclusion le pousse à la réflexion puis à l’écriture. Son œuvre a un remarquable pouvoir de suggestion. Gadenne parvient en effet à créer une atmosphère lourde, tout en utilisant des moyens narratifs très simples, où s’expriment la solitude de l’Homme et la difficulté même de son existence.

## Œuvres

### Romans
- Siloé, Gallimard, 1941 ; rééd. Seuil, 1974
- Le Vent noir, Gallimard, 1947 ; rééd. Seuil, 1983
- La Rue profonde, Gallimard, 1948 ; rééd. Le Dilettante, 1995
- L'Avenue, Gallimard, 1949
- La Plage de Scheveningen, Gallimard, 1952 (Prix Fondation Del Duca) ; rééd. Gallimard, coll. « L'Imaginaire », 1986
- L'Invitation chez les Stirl, Gallimard, 1955 ; rééd. dans la coll. « Folio », 1982 ; réimpr. dans la coll. « L'Imaginaire », 1995
- Les Hauts-Quartiers, Seuil, 1973; rééd. Seuil, coll. « Points Romans », 1991
- Le Jour que voici, Séquences, 1987 (premier roman inachevé)

### Carnets
- Le Rescapé : Carnets, novembre 1949 - mars 1951, Rézé, Séquences, 1993
- La Rupture : Carnets, 1937 - 1940, Rézé, Séquences, 1999, 221 p. (ISBN 2-907156-53-5)
- Le long de la vie : Carnets, 1927 - 1937, Paris, Éditions Des Instants, 2022, 496 p. (ISBN 2-491008-10-6)

### Autres
- Baleine, Actes Sud, 1982 (nouvelle)
- L'Inadvertance, Le Tout sur le tout, 1982 (ISBN 978-2-865220-07-6) (nouvelles)
- Poèmes, Actes Sud, 1983
- À propos du roman, Actes Sud, 1983 (essais)
- Michel Kohlaas, Éditions Du Lerot, 1984 (pièce de théâtre d'après Kleist, créée en 1986)
- La coccinelle ou les fausses tendresses, Paris, Le dilettante, 1985 (nouvelle).
- Le guide du voyageur, Yvonne Gadenne et Séquences, 1986.
- Scènes dans le château, Actes Sud, 1986 (intégrale des nouvelles)
- Bal à Espelette, Actes Sud, 1993 (ISBN 978-2-868690-62-3) (lettres)
- Une grandeur impossible, Finitude, 2004, 144 p. (ISBN 978-2-912667-21-2) (chroniques)
- G.R. Le Livre de la haine, La Part Commune, 2005, 191 p. (ISBN 978-2-844180-73-5)